# Bytown (district électoral du Canada-Uni)
Pour les articles homonymes, voir Bytown.
Circonscription électorale provinciale du Canada
Bytown (nommé Ottawa entre 1855 et 1867) est un district électoral de l'Assemblée législative de la province du Canada.

## Liste des députés
| Années | Années      | Député                | Affiliation                 |
| ------ | ----------- | --------------------- | --------------------------- |
|        | 1841 - 1844 | Stewart Derbishire    | Réformiste modéré unioniste |
|        | 1844 - 1848 | William Stewart       | Conservateur                |
|        | 1848 - 1851 | John Scott            | Conservateur                |
|        | 1851 - 1854 | Daniel McLachlin      | Réformiste                  |
|        | 1854 - 1858 | Agar Yielding         | Conservateur                |
|        | 1858 - 1861 | Richard William Scott | Libéral-conservateur        |
|        | 1861 - 1863 | Richard William Scott | Libéral-conservateur        |
|        | 1863 - 1867 | Joseph Currier        | Conservateur                |